# Антіох II
Антіох II, Антіо́х Тео́с (Фео́с) – дав.-гр. Αντίοχος Θεός, 286 до н. е. – 246 до н. е. – цар держави Селевкідів у 261 – 246 рр. до н. е., молодший син Антіоха I.

## Життєпис
У 260 році до н. е. в союзі з Антигоном II Гонатом розпочав війну з Птолемеєм II Філадельфом (так звана Друга Сирійська війна).
Після розгрому македонцями єгипетського флоту біля Коса (256 р. до н. е.) Антіох II захопив Ефес і Мілет. Мілетці на знак подяки за звільнення від тиранії Тимарха наділили царя прізвиськом Теос (дав.-гр. Θεός), тобто «Бог». У 253 р. до н. е. цар уклав з Єгиптом мир. На знак замирення Антіох II розлучився із своєю першою дружиною Лаодікою й одружився з донькою Птолемея II Беренікою.
У 250 р. до н. е. від держави Селевкідів відокремилися Бактрія і Парфія. Усі намагання царя повернути бунтівливі сатрапії під свою владу були марними.
Після смерті Птолемея II Антіох II розлучився з Беренікою, залишив її разом із сином в Антіохії, а сам перебрався до Ефесу — де мешкала колишня дружина Лаодіка. Проте невдовзі помер — можливо отруєний Лаодікою.